# Nicolás Terrados
Nicolás Terrados Cepeda (Espeluy; 1958) es un médico español, doctorado en medicina deportiva.

## Biografía
Nicolás Terrados Cepeda, médico especialista en Medicina de la Educación Física y del Deporte nacido en Espeluy (Jaén) el 12 de marzo de 1958 y residente en la actualidad en Oviedo (capital de Asturias). Licenciado en Medicina por la Universidad de Oviedo, obtuvo el título de doctor en 1991 con la tesis Ejercicio Físico en Altitud: Efectos sobre el Metabolismo Muscular con calificación cum laude.

## Trayectoria profesional y científica
El Dr. Nicolás Terrados se licenció en Medicina y Cirugía en la Facultad de Medicina de Universidad de Oviedo, y se especializó en Fisiología del Ejercicio y Medicina Deportiva, primero en el Instituto August Krogh de la Universidad de Copenhague (Dinamarca), bajo la supervisión del Profesor B. Saltin, y posteriormente en el Hospital Karolinska de Estocolmo (Suecia), supervisado por L. Kaijser y E. Jansson y Sección de Traumatología, Dpto. de Cirugía, supervisado por Dr. E. Eriksson. Obtuvo el Grado de Doctor en el año 1991 con la Tesis Doctoral "Ejercicio Físico en Altitud: Efectos sobre el Metabolismo Muscular" que obtuvo la calificación: «Cum Laude» por unanimidad. Es también Máster en Alto Rendimiento Deportivo, por la Universidad Autónoma de Madrid y el Comité Olímpico Español, estudios realizados en el curso 1999/2000.
Desde el año 1984, es médico deportivo de la Fundación Deportiva Municipal del Ayuntamiento de Avilés (Asturias). Plaza obtenida en concurso oposición. En la actualidad ejerce de Director del Centro Regional de Medicina Deportiva en Asturias. Es también Profesor Asociado de la Universidad de Oviedo en el Departamento de Biología Funcional (Área de Educación Física y Deportiva).
Ha publicado más de un centenar de artículos y ponencias científicas en congresos y revistas nacionales e internacionales y ha recibido a lo largo de su trayectoria profesional una decena de premios, entre los que destacan: el Premio Nacional 1985 "Dr. Camuñez" al mejor trabajo científico en el área de Medicina Deportiva, otorgado por la Federación Española de Medicina Deportiva por el trabajo titulado: “Efecto del entrenamiento en altitud en el rendimiento y en los enzimas musculares”, o el Premio Nacional de Investigación en Medicina del Deporte, en el año 1999, por el trabajo de investigación titulado: “Variación genética del sistema renina-angiotensina y deporte de resistencia: Relación con el rendimiento y la prevención de patologías”.
En noviembre de 2013, el Ayuntamiento de Avilés le concedió el Premio Especial Tiempo de Deporte para valorar su extensa y prolífica trayectoria.

## Trayectoria deportiva
En el año 1988, tras pedir una excedencia en la Fundación Deportiva Municipal de Avilés, se integró en la Asociación Deportes Olímpicos como médico dentro del programa de seguimiento de varios equipos olímpicos españoles. Estas tareas se extendieron hasta el año 1992, fecha de celebración de los Juegos Olímpicos de Barcelona. En este mismo periodo también formó parte del equipo médico del Comité Olímpico Español.
Desde 1988 hasta 2002 ocupó el cargo de jefe de los servicios médicos del equipo ciclista ONCE. En 1998, durante la celebración del Tour de Francia, fue arrestado por la policía francesa dentro del conocido como caso Festina, acusado de haber introducido sustancias dopantes en territorio francés. Por otro lado, Alex Zülle había declarado a la policía que Terrados le había suministrado EPO personalmente. Tras el juicio, el caso dejó de ser un asunto de supuesto dopaje y quedó reducido a uno de introducción de cuatro medicamentos extranjeros en Francia sin autorización administrativa (estos medicamentos eran Celestone, Prednisona, Couldina y Ventolín)[cita requerida], y fue condenado a pagar una multa de € 4.573. Terrados apeló la decisión judicial, y en 2002 fue absuelto de cualquier cargo por el Tribunal de Apelación de Douai. El 24 de julio de 2013 se publicó un informe del Senado de Francia que incluía los resultados de análisis realizados en 2004 sobre muestras recogidas durante el Tour de Francia de 1998, utilizando técnicas que no se conocían en ese momento. Las pruebas realizadas sobre las muestras de Laurent Jalabert, miembro del equipo ONCE en ese momento, dieron positivo por EPO. Él reconoció haberse dopado, pero aseguró que lo hizo siguiendo las indicaciones del equipo médico de su equipo, del cual Terrados era director.
A partir de 2004 pasa a dirigir la Unidad de Alto Rendimiento de Medicina Deportiva situada en Avilés.
Durante la temporada 2011/12 colaboró con el equipo médico del Sevilla Fútbol Club, a petición de su entrenador Marcelino García Toral.
En la temporada 2014/15, tras el traspaso de Pau Gasol a los Chicago Bulls, Terrados pasó a formar parte del equipo médico del jugador.